# Ciclism la Jocurile Olimpice de vară din 2024 - Sprint masculin pe echipe
Cursa ciclistă de sprint masculin pe echipe de la Jocurile Olimpice de vară din 2024 a avut loc în perioada 5-6 august 2024 pe Vélodrome de Saint-Quentin-en-Yvelines, Paris.

## Program
Orele sunt ora Franței (UTC+1) 
| Data                 | Ora           | Etapă             |
| -------------------- | ------------- | ----------------- |
| Luni, 5 august 2024  | 17:00         | Calificări        |
| Marți, 6 august 2024 | 17:00 urmează | Primul tur Finale |

## Rezultate

### Calificări
| Loc | Țară                                                              | Timp   | Diferență | Note |
| --- | ----------------------------------------------------------------- | ------ | --------- | ---- |
| 1   | Olanda · Roy van den Berg · Harrie Lavreysen · Jeffrey Hoogland   | 41,279 |           | RO   |
| 2   | Marea Britanie · Ed Lowe · Hamish Turnbull · Jack Carlin          | 41,862 | +0,583    |      |
| 3   | Australia · Leigh Hoffman · Matthew Richardson · Matthew Glaetzer | 42,072 | +0,793    |      |
| 4   | Japonia · Yoshitaku Nagasako · Kaiya Ota · Yuta Obara             | 42,174 | +0,895    |      |
| 5   | Franța · Florian Grengbo · Sébastien Vigier · Rayan Helal         | 42,267 | +0,988    |      |
| 6   | China · Guo Shuai · Zhou Yu · Liu Qi                              | 42,606 | +1,327    |      |
| 7   | Germania · Luca Spiegel · Stefan Bötticher · Maximilian Dörnbach  | 43,009 | +1,730    |      |
| 8   | Canada · Tyler Rorke · Nick Wammes · James Hedgcock               | 43,905 | +2,626    |      |

### Primul tur
| Serie | Loc | Țară                                                              | Rezultat | Note   |
| ----- | --- | ----------------------------------------------------------------- | -------- | ------ |
| 1     | 1   | Franța · Florian Grengbo · Sébastien Vigier · Rayan Helal         | 42,376   | CB     |
| 1     | 2   | Japonia · Kaiya Ota · Yuta Obara · Yoshitaku Nagasako             | 42,569   |        |
| 2     | 1   | Australia · Matthew Glaetzer · Matthew Richardson · Leigh Hoffman | 42,336   | CB     |
| 2     | 2   | China · Guo Shuai · Zhou Yu · Liu Qi                              | 42,635   |        |
| 3     | 1   | Marea Britanie · Jack Carlin · Hamish Turnbull · Ed Lowe          | 41,819   | CA     |
| 3     | 2   | Germania · Maximilian Dörnbach · Luca Spiegel · Nik Schröter      | 42,348   |        |
| 4     | 1   | Olanda · Roy van den Berg · Harrie Lavreysen · Jeffrey Hoogland   | 41,191   | CA, RM |
| 4     | 2   | Canada · Nick Wammes · Tyler Rorke · James Hedgcock               | 43,666   |        |

### Finale
| Loc                            | Țară                                                              | Timp   | Note |
| ------------------------------ | ----------------------------------------------------------------- | ------ | ---- |
| Finala pentru medalia de aur   |                                                                   |        |      |
| 1                              | Olanda · Jeffrey Hoogland · Harrie Lavreysen · Roy van den Berg   | 40,949 | RM   |
| 2                              | Marea Britanie · Jack Carlin · Ed Lowe · Hamish Turnbull          | 41,814 |      |
| Finala pentru medalia de bronz |                                                                   |        |      |
| 3                              | Australia · Matthew Glaetzer · Leigh Hoffman · Matthew Richardson | 41,597 |      |
| 4                              | Franța · Florian Grengbo · Rayan Helal · Sébastien Vigier         | 41,993 |      |
| Finala pentru locul 5          |                                                                   |        |      |
| 5                              | Japonia · Yoshitaku Nagasako · Yuta Obara · Kaiya Ota             | 42,078 |      |
| 6                              | Germania · Maximilian Dörnbach · Nik Schröter · Luca Spiegel      | 42,280 |      |
| Finala pentru locul 7          |                                                                   |        |      |
| 7                              | China · Guo Shuai · Liu Qi · Zhou Yu                              | 42,532 |      |
| 8                              | Canada · James Hedgcock · Tyler Rorke · Nick Wammes               | 43,944 |      |